# Brasileiros (programa de televisão)
Brasileiros foi um programa jornalístico exibido pela Rede Globo desde 17 de junho de 2010, substituindo Globo Mar na terceira linha de shows de quinta-feira. Sendo apresentado por Edney Silvestre, Neide Duarte e Marcelo Canellas. Sua primeira temporada se encerrou em 12 de agosto de 2010.

## O programa
O programa Brasileiros mostrava aos telespectadores emocionantes e verdadeiras histórias de solidariedade e de superação, ocorridas em todo o Brasil. São homens e mulheres que deram origem a profundas mudanças em suas comunidades, e mesmo seus estados, a partir de modificações ousadas em suas próprias vidas. "Brasileiros" substituiu Globo Mar, apresentado também nas noites de quinta-feira.  Os repórteres e apresentadores Edney Silvestre, Neide Duarte e Marcelo Canellas percorriam cidades, povoados e lugarejos de Norte a Sul do país, de Leste a Oeste, mostrando realidades pouco ou quase nunca vistas na telinha.  "Brasileiros", disse o poeta e tradutor Cassiano Viana, "é uma re-descoberta do Brasil.  O programa semanal também exibe histórias de pessoas que possuem trabalhos sociais em sua vida.. Brasileiros, que estreou em 17 de junho de 2010, já mostrou histórias passadas no Ceará, em Santa Catarina, São Paulo (capital e interior) e Paraná.  